# Список Героев Социалистического Труда (Щ)
Эта страница является частью списка Героев Социалистического Труда и перечисляет в алфавитном порядке лиц, удостоенных звания Героя Социалистического Труда, чьи фамилии начинаются с буквы «Щ».
- Список не включает дважды и трижды Героев Социалистического Труда, а также лиц, лишённых этого звания.
- Список содержит информацию о датах жизни, роде деятельности и дате присвоения звания Героя.
- Герои, удостоенные звания посмертно, выделены в списке  серым цветом .
- Герои, сменившие фамилию после присвоения звания, приводятся в списках дважды, при этом строка с новой фамилией выделяется  бежевым цветом  и не имеет номера.

## Список людей, фамилии которых начинаются с «Щ»
| №         | Фамилия, имя, отчество             | Даты жизни              | Деятельность | Дата присвоения | ГС        |
| --------- | ---------------------------------- | ----------------------- | --- | --------------- | --------- |
| 1         | Щебетовский Виктор Иванович        | 1933—1978               | Бригадир комплексной бригады рабочих очистного забоя шахты № 54 треста «Антрацит» комбината «Донбассантрацит» Донецкого совнархоза                                                                | 16.07.1965      | [ ГС 1 ]  |
| 2         | Щеблыкин Павел Яковлевич           | 31.05.1927 — 06.09.2013 | Буровой мастер Шатлыкского управления буровых работ объединения «Туркменгазпром» Министерства газовой промышленности СССР, Марыйская область                                                      | 12.05.1977      | [ ГС 2 ]  |
| 3         | Щеглеватых Иван Михайлович         | 08.01.1907 — 02.04.1982 | Старший агроном зернового совхоза «Красный Октябрь» Министерства совхозов СССР, Алексеевский район Сталинградской области                                                                         | 27.03.1948      | [ ГС 3 ]  |
| 3.000001  | Щеглова Варвара Ильинична          | 14.12.1927 — ????       | Доярка совхоза «Конь-Колодезский» Хлевенского района Липецкой области | 08.04.1971      | [ ГС 4 ]  |
| 4         | Щёголев Александр Васильевич       | 12.06.1934 — 18.01.2011 | Комбайнёр совхоза «Речновский» Лебяжьевского района Курганской области | 13.12.1972      | [ ГС 5 ]  |
| 5         | Щёголев Владимир Иванович          | 14.07.1916 — 28.10.2006 | Начальник отделения Центрального научно-исследовательского института автоматики и гидравлики Министерства оборонной промышленности СССР, гор. Москва                                              | 15.09.1976      | [ ГС 6 ]  |
| 6         | Щёголев Глеб Степанович            | 15.08.1915 — 13.12.1983 | Главный конструктор конструкторского отдела водяных турбин Ленинградского металлического завода имени XXII съезда КПСС Министерства тяжёлого, энергетического и транспортного машиностроения СССР | 01.06.1973      | [ ГС 7 ]  |
| 7         | Щёголева Пелагея Михайловна        | 15.08.1909 — 13.01.1998 | Звеньевая колхоза «Красный маяк» Панинского района Воронежской области | 18.01.1948      | [ ГС 8 ]  |
| 8         | Щегольков Фёдор Митрофанович       | 1914—1990               | Управляющий отделением зернового совхоза «Серп и Молот» Министерства совхозов СССР, Новониколаевский район Сталинградской области                                                                 | 27.03.1948      | [ ГС 9 ]  |
| 9         | Щедова Мария Нестеровна            | 22.05.1910 — 01.01.1999 | Доярка животноводческого совхоза «Красная заря» № 1 Министерства мясной и молочной промышленности СССР, Малинский район Московской области                                                        | 03.09.1949      | [ ГС 10 ] |
| 10        | Щекаев Владимир Александрович      | 04.08.1929 — 16.12.2015 | Заместитель командира лётного отряда Куйбышевского объединённого авиационного отряда Приволжского управления гражданской авиации Министерства гражданской авиации СССР                            | 04.02.1983      | [ ГС 11 ] |
| 11        | Щекалёв Юрий Григорьевич           | 08.12.1930 — 16.07.2003 | Бригадир монтажников Второго Свердловского строительно-монтажного управления треста «Уралстальконструкция» Министерства монтажных и специальных строительных работ СССР                           | 17.05.1977      | [ ГС 12 ] |
| 12        | Щелкова Лидия Ивановна             | 22.06.1925 — ????       | Рабочая Одесского опытно-экспериментального консервного завода имени Ленина Министерства пищевой промышленности Украинской ССР                                                                    | 26.04.1971      | [ ГС 13 ] |
| 13        | Щелконогов Иван Васильевич         | 19.05.1937 — 24.02.2022 | Фрезеровщик Каменск-Уральского радиозавода Министерства радиопромышленности СССР, Свердловская область                                                                                            | 16.01.1974      | [ ГС 14 ] |
| 14        | Щёлок Михаил Васильевич            | 16.01.1937 — 31.03.2008 | Бригадир совхоза «Северный» Комсомольского района Актюбинской области | 19.04.1967      | [ ГС 15 ] |
| 15        | Щёлоков Георгий Тимофеевич         | 21.01.1912 — 05.04.1966 | Директор совхоза «Пионер» Талицкого района Свердловской области | 08.03.1958      | [ ГС 16 ] |
| 16        | Щелчкова Мария Павловна            | 1915 — ????             | Электросварщица Сибирского завода тяжёлого машиностроения Красноярского совнархоза | 07.03.1960      | [ ГС 17 ] |
| 17        | Щемелинин Иван Акимович            | 28.08.1910 — 01.08.1984 | Директор птицесовхоза «Баклань» Почепского района Брянской области | 22.03.1966      | [ ГС 18 ] |
| 18        | Щепановский Адам Михайлович        | 01.01.1938 — 26.06.2010 | Председатель колхоза-агрофирмы «Прапор Ленина» Борщёвского района Тернопольской области | 12.08.1991      | [ ГС 19 ] |
| 19        | Щепин Тихон Михайлович             | 1904 — 29.02.1984       | Старший чабан колхоза имени Сталина Степновского района Астраханской области | 10.06.1949      | [ ГС 20 ] |
| 20        | Щепочкин Анатолий Михайлович       | 1930 — 27.10.1993       | Бригадир монтажников Второго Московского строительно-монтажного управления треста «Стальмонтаж» Министерства монтажных и специальных строительных работ СССР                                      | 16.07.1980      | [ ГС 21 ] |
| 21        | Щерба Иван Павлович                | 1899 — ????             | Бригадир колхоза имени Молотова Ружичнянского района Каменец-Подольской области | 16.02.1948      |           |
| 21.000002 | Щерба Нина Филипповна              | 14.08.1927 — 07.01.1996 | Звеньевая колхоза имени Молотова Ружичнянского района Каменец-Подольской области | 16.02.1948      | [ ГС 22 ] |
| 22        | Щербак Василий Фёдорович           | 1910 — 08.04.1978       | Прораб треста «Мосэнергомонтаж» Министерства строительства электростанций СССР, гор. Москва | 20.09.1962      | [ ГС 23 ] |
| 23        | Щербак Иван Петрович               | 1922 — ????             | Главный агроном колхоза имени Ленина Антрацитовского района Ворошиловградской области | 08.04.1971      | [ ГС 24 ] |
| 24        | Щербак Юрий Алексеевич             | 1928—1979               | Бригадир проходчиков горных выработок шахты № 101 треста «Сараньуголь» Управления угольной промышленности Казахской ССР, Карагандинская область                                                   | 29.06.1966      | [ ГС 25 ] |
| 25        | Щербаков Александр Тимофеевич      | 21.01.1927 — 11.04.2014 | Слесарь-инструментальщик Саратовского электроприборостроительного завода имени Серго Орджоникидзе Министерства авиационной промышленности СССР                                                    | 26.04.1971      | [ ГС 26 ] |
| 26        | Щербаков Валентин Петрович         | 1936 —                  | Водитель автомобиля автоколонны № 2552 Целиноградского грузового автотранспортного управления | 24.12.1976      | [ ГС 27 ] |
| 27        | Щербаков Павел Николаевич          | 04.08.1927 — 08.05.2006 | Судосборщик Николаевского судостроительного завода имени И. И. Носенко Министерства судостроительной промышленности СССР                                                                          | 25.07.1966      | [ ГС 28 ] |
| 28        | Щербаков Пётр Иванович             | 10.10.1924 — 12.07.1996 | Главный зоотехник совхоза «Масловский» Новоусманского района Воронежской области | 22.03.1966      | [ ГС 29 ] |
| 29        | Щербакова Анастасия Константиновна | 1914 — ????             | Звеньевая колхоза «Гигант» Ворошиловского района Фрунзенской области | 26.03.1948      | [ ГС 30 ] |
| 30        | Щербань Любовь Ивановна            | 15.01.1910 — 28.09.1971 | Звеньевая свиноводческого совхоза «Уманский» Министерства совхозов СССР, Ленинградский район Краснодарского края                                                                                  | 11.05.1949      | [ ГС 31 ] |
| 31        | Щербанюк Анна Алексеевна           | 24.02.1929 — 13.11.2016 | Звеньевая колхоза имени Андреева Виньковецкого района Каменец-Подольской области | 16.02.1948      | [ ГС 32 ] |
| 32        | Щербатый Иван Никитович            | 12.02.1928 — 06.12.2021 | Звеньевой механизированного звена колхоза «Украина» Чечельницкого района Винницкой области | 08.04.1971      | [ ГС 33 ] |
| 33        | Щербатых Валентина Петровна        | 02.01.1935 — 21.12.2007 | Доярка колхоза «Ленинский луч» Красногорского района Московской области | 06.09.1973      | [ ГС 34 ] |
| 34        | Щербатых Василий Михайлович        | 11.11.1929 — 29.06.2004 | Комбайнёр колхоза имени Карла Маркса Терновского района Воронежской области | 08.04.1971      | [ ГС 35 ] |
| 35        | Щербатюк Евдокия Остаповна         | 03.1899 — 12.05.1960    | Звеньевая колхоза «Прогресс» Шаргородского района Винницкой области | 16.02.1948      | [ ГС 36 ] |
| 36        | Щербаченко Василий Григорьевич     | 08.08.1926 — ????       | Звеньевой механизированного звена колхоза имени Ленина Голопристанского района Херсонской области                                                                                                 | 08.04.1971      | [ ГС 37 ] |
| 37        | Щербенюк Василий Михайлович        | род. 13.11.1936         | Командир авиационного звена Украинского управления гражданской авиации Министерства гражданской авиации СССР, гор. Винница                                                                        | 31.03.1981      |           |
| 38        | Щербина Агриппина Сергеевна        | 10.06.1913 — 07.09.1986 | Звеньевая полеводческой бригады Голобородьковского свеклосовхоза Министерства пищевой промышленности СССР, Карловский район Полтавской области                                                    | 30.04.1948      | [ ГС 38 ] |
| 39        | Щербина Алексей Романович          | 1898 — 05.02.1984       | Председатель колхоза имени Чкалова Ново-Московского района Днепропетровской области | 04.03.1949      | [ ГС 39 ] |
| 40        | Щербина Андрей Артёмович           | 1915 — ????             | Чабан племенного завода «Коммунист» Акимовского района Запорожской области | 22.03.1966      | [ ГС 40 ] |
| 41        | Щербина Анисия Васильевна          | 1910 — 09.07.1993       | Звеньевая колхоза имени Чкалова Ново-Московского района Днепропетровской области | 04.03.1949      | [ ГС 41 ] |
| 42        | Щербина Борис Евдокимович          | 05.10.1919 — 22.08.1990 | Министр строительства предприятий нефтяной и газовой промышленности СССР, гор. Москва | 06.10.1983      | [ ГС 42 ] |
| 43        | Щербина Виктор Петрович            | 10.02.1932 — 22.05.2010 | Токарь завода «Арсенал» имени В. И. Ленина Министерства оборонной промышленности СССР, гор. Киев                                                                                                  | 16.01.1974      | [ ГС 43 ] |
| 44        | Щербина Владимир Васильевич        | 06.10.1929 — 17.02.2022 | Председатель колхоза «Прогресс» Бродовского района Львовской области | 06.09.1973      | [ ГС 44 ] |
| 45        | Щербина Кирилл Сидорович           | 03.01.1910 — 08.06.1985 | Управляющий трестом «Никополь-Марганец» Днепропетровского совнархоза | 19.07.1958      | [ ГС 45 ] |
| 46        | Щербина Максим Гаврилович          | 1896—1964               | Старший вальцовщик сортопрокатного цеха Днепропетровского металлургического завода имени Петровского Днепропетровского совнархоза                                                                 | 19.07.1958      | [ ГС 46 ] |
| 46.000003 | Щербина Надежда Николаевна         | 03.03.1921 — 07.07.1991 | Звеньевая колхоза имени Чкалова Ново-Московского района Днепропетровской области | 04.03.1949      | [ ГС 47 ] |
| 47        | Щербина Тарас Дмитриевич           | 24.01.1898 — ????       | Председатель колхоза имени Ленина Ольгинского района Сталинской области | 26.02.1958      | [ ГС 48 ] |
| 48        | Щербинин Алексей Александрович     | 24.09.1908 — 01.10.2001 | Начальник строительного района Цимлянского гидроузла Волго-Донского судоходного канала имени В. И. Ленина Министерства внутренних дел СССР                                                        | 19.09.1952      | [ ГС 49 ] |
| 49        | Щербинин Аркадий Александрович     | 05.06.1930 — 30.06.1987 | Первый секретарь Кинельского райкома КПСС, Куйбышевская область | 23.12.1976      | [ ГС 50 ] |
| 50        | Щербинин Григорий Илларионович     | 31.03.1895 — 18.04.1969 | Колхозник колхоза имени Ворошилова Краснощёковского района Алтайского края | 06.05.1950      | [ ГС 51 ] |
| 51        | Щербинин Николай Антонович         | 1916 — ????             | Председатель колхоза имени Легейдо Дигорского района Северо-Осетинской АССР | 08.04.1971      | [ ГС 52 ] |
| 52        | Щербинин Николай Фёдорович         | 15.04.1922 — 05.06.1989 | Бригадир слесарей Харьковского завода «Электротяжмаш» имени В. И. Ленина Министерства электротехнической промышленности СССР                                                                      | 08.08.1966      | [ ГС 53 ] |
| 53        | Щербинина Наталия Алексеевна       | 1924 — ????             | Звеньевая семеноводческого совхоза имени 25 лет Октября Министерства совхозов СССР, Первомайский район Одесской области                                                                           | 13.03.1948      | [ ГС 54 ] |
| 54        | Щербино Иван Васильевич            | род. 30.05.1938         | Гравёр Тульского оружейного завода Министерства оборонной промышленности СССР | 20.04.1987      | [ ГС 55 ] |
| 55        | Щербинский Афанасий Васильевич     | 05.05.1907 — 17.01.1997 | Комбайнёр Азовской МТС Азовского района Ростовской области | 24.07.1952      | [ ГС 56 ] |
| 56        | Щетинин Афанасий Алексеевич        | 1916 — 03.09.1987       | Старший чабан Московского племзавода имени 50-летия СССР Усть-Абаканского района Хакасской автономной области                                                                                     | 06.09.1973      | [ ГС 57 ] |
| 57        | Щетинин Василий Андреевич          | 15.10.1926 — 21.04.1983 | Моторист электропилы Лайского леспромхоза Асиновского района Томской области | 05.10.1957      | [ ГС 58 ] |
| 58        | Щетинина Анна Ивановна             | 26.02.1908 — 25.09.1999 | Капитан-наставник Дальневосточного морского пароходства Министерства морского флота СССР, Приморский край                                                                                         | 24.02.1978      | [ ГС 59 ] |
| 59        | Щетинкин Андрей Яковлевич          | 17.08.1896 — ????       | Звеньевой виноградарского совхоза имени Берия Министерства пищевой промышленности СССР, Азербайджанская ССР                                                                                       | 04.09.1950      |           |
| 59.000004 | Щетько Анна Семёновна              | род. 16.08.1937         | Телятница колхоза «Красный Октябрь» Столбцовского района Минской области | 22.03.1966      | [ ГС 60 ] |
| 60        | Щипанова Валентина Фёдоровна       | 18.01.1911 — 12.04.1984 | Звеньевая колхоза имени Кирова Кстовского района Горьковской области | 09.04.1949      | [ ГС 61 ] |
| 61        | Щитов Евгений Кузьмич              | 05.05.1924 — 23.11.1991 | Стекловар Гомельского стекольного завода имени М. В. Ломоносова Министерства промышленности строительных материалов Белорусской ССР                                                               | 28.07.1966      | [ ГС 62 ] |
| 62        | Щудро Анатолий Антонович           | 12.02.1921 — 09.07.2004 | Первый секретарь Новомосковского райкома Компартии Украины, Днепропетровская область | 24.12.1976      | [ ГС 63 ] |
| 63        | Щукина Ольга Константиновна        | 25.07.1905 — 06.04.1990 | Ткачиха фабрики «Свободный пролетарий», гор. Вязники Владимирской области | 07.03.1960      | [ ГС 64 ] |
| 64        | Щуренко Владимир Кириллович        | 13.03.1927 — 11.02.2009 | Капитан-директор рыболовного морозильного суда «Каспий» Астраханской базы морского лова Министерства рыбного хозяйства СССР                                                                       | 26.04.1971      | [ ГС 65 ] |
| 65        | Щуров Анатолий Иванович            | род. 15.11.1937         | Механизатор совхоза «Терновский» Новохопёрского района Воронежской области | 13.03.1981      | [ ГС 66 ] |